# Bolsover
Bolsover es una ciudad del distrito de Bolsover, en el condado de Derbyshire (Inglaterra). Según el censo de 2011, Bolsover tenía 12.200 habitantes, distrito de Bolsover tenía 75.866 habitantes. Está listado en el Domesday Book como Belesovre.